# Sportio water beat
Sportio water beat（すぽーてぃお うぉーたー びーと）は、シャープが日本国内向けに開発した、auブランドを展開するKDDIおよび沖縄セルラー電話のCDMA 1X WIN対応携帯電話である。製造型番はSHY01（えすえいちわい ぜろいち）。

## 特徴
- Sportioシリーズの第2世代にあたる機種である。運動を支援する機能が搭載されている[1]。
- IPX5／IPX7相当の防水性能を有する。
- auの携帯電話としては初の、テンキーがハードキーとして存在しない機種である。全面タッチパネル液晶を搭載。電話操作するときもタッチパネルを使用する。右側面にあるハードキーは、方向キーと電源ボタンとマナー・クリアボタンである。ただし、本機が搭載するGUI自体はKCP+標準のテンキー操作用に作られたものに若干のカスタマイズを加えたものである為、メニュー階層によってはタッチ操作からソフトウェアキーボードに切り替わったり、サイドのカーソルキーを使用せざるを得ない場合があり、操作感は同じくタッチパネル操作を行うiPhoneシリーズやAndroid OS搭載スマートフォンのそれからは大きく異なるものである。

## 不具合
- 2009年7月28日に次のような不具合によりケータイアップデートが実施されている。
  - SSLサイトで大きなファイルをアップロードすると時々接続が切断される場合がある。
  - タッチパネルの一部が反応しなくなる場合がある[2]。

## 沿革
- 2009年（平成21年）5月25日 - KDDI、およびシャープより公式発表。
- 2009年5月29日 - 関東地区を除く全国にて一斉発売。
- 2009年5月30日 - 関東地区にて発売。
- 2010年（平成22年）3月1日 - ぷりペイド専用端末として提供開始（KCP+対応端末としては初）。
- 2010年9月 - 販売終了。
- 2012年（平成24年）7月22日 - L800MHz帯（旧800MHz帯・CDMA Band-Class 3）によるサービスの停波によりそれ以降はN800MHz（新800MHz帯・CDMA Band-Class 0）帯および2GHz（CDMA Band-Class 6）帯の各サービスで利用する事となる。
- 2022年（令和4年）3月31日 - auの3Gサービス（CDMA 1X WIN）の終了・停波により当端末は利用不可となる。

## 主な機能・サービス
| 主な対応サービス | 主な対応サービス                        | 主な対応サービス                                                                 | 主な対応サービス         |
| --- | --------------------------------------- | -------------------------------------------------------------------------------- | ------------------------ |
| au LISTEN MOBILE SERVICE (EZ「着うたフル」) (EZ「着うたフルプラス」) (LISMOビデオクリップ) (LISMO Video) (LISMO Book) | EZケータイアレンジ                      | バーコードリーダー&メーカー                                                      | PCサイトビューアー       |
| au BOX | ワイヤレスミュージック                  | au Smart Sports Run & Walk Karada Manager ゴルフ フイットネス カロリーカウンター | EZナビウォーク           |
| EZ助手席ナビ | 安心ナビ                                | 災害時ナビ                                                                       | ナカチェン               |
| EZアプリ FullGame! Bluetooth対戦                                                                                      | EZアプリ(BREW)                          | オープンアプリプレイヤー                                                         | PCドキュメントビューアー |
| アレンジメニュー | au oneガジェット マルチプレイウィンドウ | じぶん銀行アプリ                                                                 | EZ FM                    |
| EZチャンネル EZチャンネルプラス EZニュースフラッシュ EZニュースEX （Web版のみ対応）                                   | Bluetooth                               | Touch Message                                                                    | EZFeliCa                 |
| ケータイ de PCメール                                                                                                  | デコレーションメール                    | デコレーションアニメ                                                             | au one メール            |
| 緊急通報位置通知 | ワンセグ                                | グローバルパスポート (CDMA・GSM)                                                 | 赤外線通信 (irSimple)    |